# Тейт, Джордж Генри Гамильтон
Джордж Генри Гамильтон Тейт (30 апреля 1894 года, Лондон — 24 декабря 1953 года, Морристаун, Нью-Джерси) — американский зоолог и ботаник английского происхождения. Был териологом Музея естественной истории в Нью-Йорке, куратором млекопитающих. Доктор наук с 1938 года. Написал несколько книг.

## Биография
Родился в Лондоне. В 1912 году эмигрировал вместе с семьей в Нью-Йорк, США. В 1912—1914 работал телеграфистом на Лонг-Айленде. Сражался в Первой мировой войне, вступив для этого в британскую армию, затем учился в Лондоне и снова эмигрировал в США, где стал биологом, получив степень в 1927 году, и приобрел гражданство.
В 1927 участвовал в поисках пропавшего авиатора Пола Редферна.
Во время Второй мировой войны Джордж Тейт работал на американскую каучуковую индустрию в Бразилии.
Имел брата Джоффри Тейта, который также был зоологом и участвовал в научных экспедициях.
В честь учёного названа южноамериканская ящерица Neusticurus tatei.